# Science-Fiction-Jahr 2012
Übersicht

◄◄ | ◄ | 2008 | 2009 | 2010 | 2011 | Science-Fiction-Jahr 2012 | 2013 | 2014 | 2015 | 2016 | ► | ►►

Weitere Ereignisse